# Nicolas Dewalque
Nicolas Dewalque (20 de setembro de 1945) é um ex-futebolista belga que competiu na Copa do Mundo FIFA de 1970.